# La Déferlante (festival)
Pour les articles homonymes, voir La Déferlante.
La Déferlante est un festival de spectacles de rues créé en 1994 par trois communes balnéaires des Pays de la Loire. Le réseau La Déferlante compte aujourd'hui (2013) 10 communes associées. Le festival La Déferlante est organisé par l'association du même nom née à la suite de l'arrêt de l'animation culturel estival « Les Arts au Soleil ».
La programmation culturelle est basée sur le spectacle vivant offert par une cinquantaine de compagnies nationales et internationales dans les domaines des arts de la rue, arts du cirque, chanson, danse, musiques du monde et théâtre.

## Communes participants au festival La Déferlante
- Saint-Brevin-les-Pins,
- Barbâtre,
- Notre-Dame-de-Monts,
- Saint-Jean-de-Monts,
- Saint-Hilaire-de-Riez,
- Saint-Gilles-Croix-de-Vie,
- Brétignolles sur Mer,
- Les Sables-d'Olonne (siège social)
- La Tranche-sur-Mer.
- Pornic.
- Noirmoutier-en-l'Île

## Festivals d'été et de printemps
Depuis 2007, La Déferlante se décline en deux périodes distinctes : le festival proprement dit se déroulant durant tout l'été, depuis 1995, et La Déferlante de printemps se déroulant de la fin avril au début mai. 
La Déferlante de printemps offre près de 80 représentations par plus d'une vingtaine de compagnies pour un public de 10 000 personnes.